# محمد جبريل (قارئ)
محمد محمد السيد حسنين جبريل، قارئ للقرآن الكريم، من مواليد 1964 , قرية طحوريا بمركز شبين القناطر بمحافظة القليوبية بمصر، حفظ القرآن الكريم وعمره لا يتعدى 9 سنوات، وحاصل على ليسانس في الشريعة والقانون من جامعة الأزهر، ومتزوج عنده عمرو وسارة ويوسف. حفظ القرآن الكريم وعمره 9 سنوات وفاز بالمركز الأول على مستوى الجمهورية والعالم الإسلامي أكثر من مرة وحصل على العديد من الأوسمة من البلاد الإسلامية التي قام بزيارتها.

## نشاطه
- يؤم المصلين في صلاة التراويح بمسجد عمرو بن العاص منذ عام 1988 م.[2]
- عمل قارئاً ومعداً للبرامج الدينية بالتليفزيون الأردنى
- عمل مدرساً للقرآن الكريم في الجامعة الأردنية
- سافر إلى أكثر بلاد العالم لإمامة المصلين في المساجد الكبرى وألقى العديد من المحاضرات في المراكز الإسلامية بها في علوم القرآن الكريم.
- يشرف على إقامة المركز الإسلامي العالمي لعلوم القرآن بالقاهرة (دار أبىّ بن كعب) والذي تم افتتاحه بصفة تجريبية ويدرس فيه الآن أكثر من ألف طالب وطالبة.
- قام بتسجيل القرآن الكريم بصوته في الإذاعة والتليفزيون بالأردن والإذاعات العربية والعالمية.
- قام بتسجيل أكثر من مصحف مرتّل بصوته في الأسواق المحلية والعالمية على شرائط كاسيت وإسطوانات وأول مصحف مرتل سجله بمسجد عمرو بن العاص.
- قام بتسجيل القرآن الكريم إلكترونياً بلندن وصدر بالأسواق كاسيت وإسطوانات ليزر وقريبا إلكترونياً
- سجل العديد من البرامج الدينية للتليفزيون المصري وأهمها البرنامج الرمضانى «آية ودعاء» و«الرحمن علم القرآن».
- له حلقات مسجلة في عدة برامج دينية بالقنوات الفضائية المختلفة ونذكر منها برنامج أحباب الله الذي أذيع بالتليفزيون الأردنى أكثر من مائة حلقة.
- القارئ محمد جبريل هو من أشهر قراء في العالم الإسلامي

## منعه في مصر
قرر وزير الأوقاف منع الشيخ محمد جبريل من اعتلاء المنابر مرة أخرى في مصر بسبب دعائه علي الظالمين في صلاته، حيث أثار هذا الدعاء موجة كبيرة من ردود الأفعال، واعتبرت الأوقاف أن جبريل يقصد النظام المصري (بعد انقلاب 3 يوليو في مصر) بالظالمين. وتم منع الشيخ جبريل من السفر خارج مصر. وحررت الأوقاف محضرًا ضد الداعية الإسلامي محمد جبريل، وتم إصدار قرار بمنعه من الإمامة تحت مزاعم دعمه الفكر المتطرف على خلفية إمامته لصلاة التراويح بمسجد عمرو بن العاص ليلة 27 رمضان واتهامه بالدعاء على الظالمين. وحررت مديرية أوقاف القاهرة، المحضر رقم 4776 إدارى مصر القديمة بتاريخ 14 يوليو 2015م ضد جبريل لمخالفته تعليمات الوزارة الدعوية واتهامه بتوظيف «دعاء القنوت»، الذي هو أمر تعبدى، توظيفًا سياسيا يدعم الفكر المتطرف.

## وصلات خارجية
- الموقع الرسمي للقارئ محمد جبريل
- صفحته على موقع طريق الإسلام
- صفحة القارئ محمد جبريل على موقع تي في قرآن